# Chute d'ornements

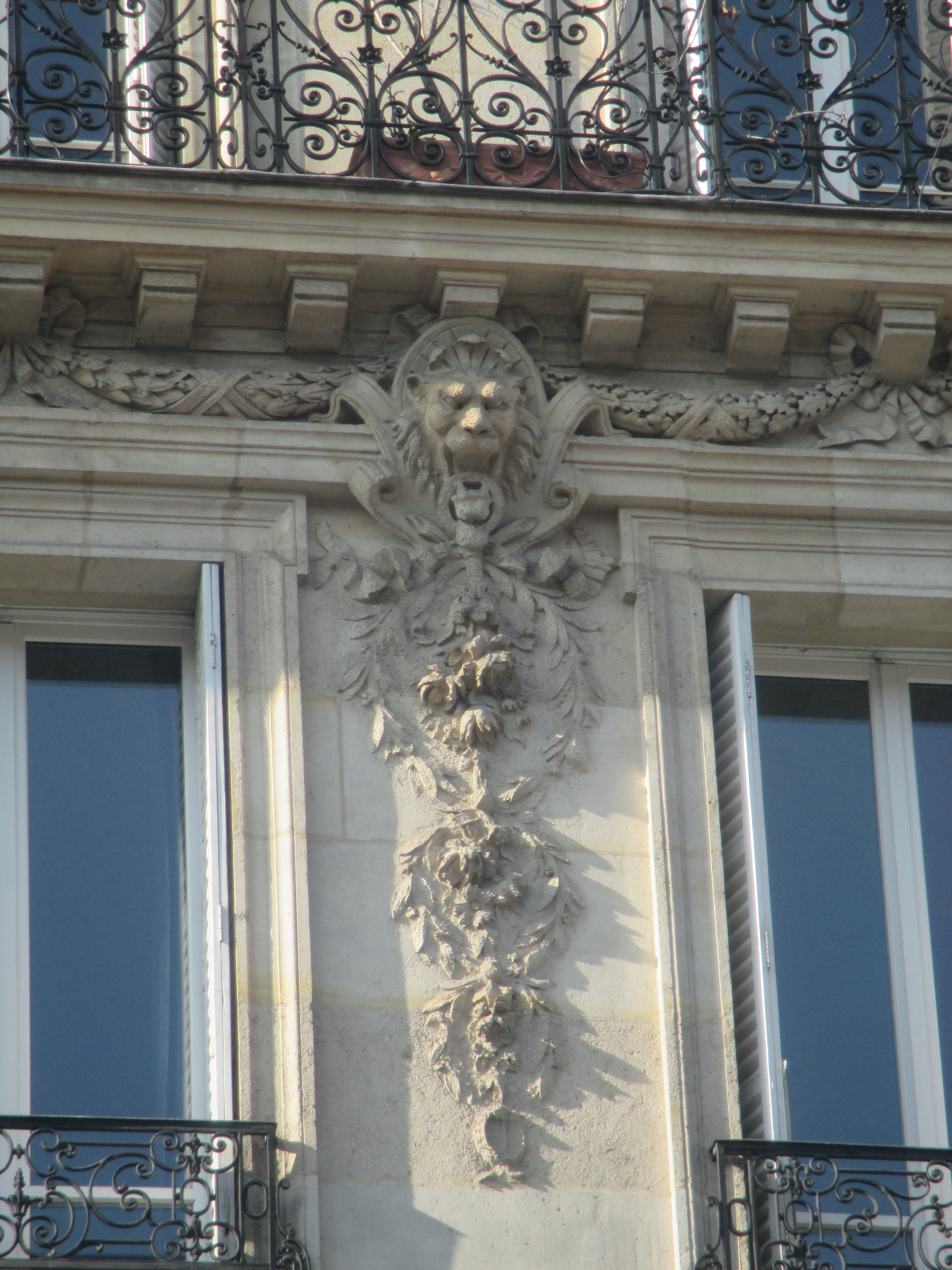
Chute d'ornements, représentant un masque de lion tenant un anneau auquel sont suspendus trois bouquets de roses enrubannés avec deux guirlandes de laurier qui s'entrecroisent.

Une chute d'ornements est un motif ornemental vertical se lisant de haut en bas. Il comprend généralement en haut un motif d'accrochage (souvent une figure humaine ou animale, ou un chérubin tenant un anneau), et un axe central auquel sont suspendus des bouquets de végétaux, de fleurs, de fruits ou bien divers objets (ainsi pour les chutes d'ornements sur les monuments funéraires de la Renaissance, sont souvent utilisés des objets liturgiques, des instruments de musique, etc.) qui  peuvent être des trophées, comme sur la coupole de l'hôtel des Invalides. L'élément terminal est suspendu. La chute comprend presque toujours des rubans, formant l'axe, et dans l'élément terminal; il est alors flottant pour montrer qu'il est suspendu.
La chute d'ornements est un motif très employé depuis la Renaissance que l'on retrouve par exemple sur les fûts de pilastre.